# リンガー! 替え玉★選手権
リンガー! 替え玉★選手権(英：The Ringer)は、2005年の映画。コメディだが、テーマが障害者という部分に置かれている。ジミー役のレナード・フラワーズは、実際に知的障がいのある、スペシャルオリンピックスの有名アスリートである。

## ストーリー
人のいいスティーヴ・バーカーはこれまでありふれたデスクワークに甘んじてきたが、ある時ついに意を決して上司に昇進を願い出る。しかし、彼の昇進と引き換えに、長年管理人として働いてきたスタヴィがクビになってしまう。スティーヴは彼があんまりかわいそうだったので自分の家の芝刈りの仕事を与えるが、それが裏目に出てスタヴィは作業中に指を失ってしまった。彼の指を救うにはまとまった金が必要で、責任を感じたスティーヴは、お調子者の叔父ゲイリーに相談する。するとゲイリーは、スティーヴがスペシャルオリンピックスの大会に出て史上最高のチャンピオン、ジミーを破れば、ジミーの敗北に賭けている自分に大金が舞い込むと不届千万な企みをアドバイス、スティーヴはジェフィという知的のフリをして大会に参加するのだった。しかし、上手に知的発達障害者になりすますのは、彼が想像していたよりも遥かに難しいチャレンジだった。まず、彼が恋心を寄せるスペシャルオリンピックスのボランティア、リン・シェルダンに自分の障害を信じさせること。自分を悩ます子犬のように騒がしい選手仲間達の友情を得ること。そして何よりも、出場競技の全てに勝つのは到底ムリそうだった。
さらに悪いことには、彼の詐欺行為が、スティーヴの選手仲間達に気づかれてしまう。しかし彼らは、スティーヴの正体をバラす代わりに、自分達でトレーニングしようと決める。彼らは、高慢ちきなジミーを表彰台から引きずり下ろしたかったのだ。仲間達が与えたトレーニング法は、どんなスポーツでも見たこともないものばかり。それでもスティーヴは、新しい友達のために、金メダルを目指してトレーニングに励む。

## キャスト
- スティーヴ・バーカー/ジェフィ：ジョニー・ノックスヴィル（大塚芳忠）
- ゲイリー・バーカー：ブライアン・コックス（内海賢二）
- リン：キャサリン・ハイグル（岡寛恵）
- グレン：ジェド・リース（英語版）（落合弘治）
- ジミー：レナード・フラワーズ（高木渉）
- ヘンダーソン：ブラッド・リーランド（仲野裕）
- スタービー：ルイス・アヴァロス（斎藤志郎）
- ウィンストン：ジェフリー・エアンド
- ルディ：ジョン・テイラー
- マーク：レナード・アール・ハウズ（英語版）
- デヴィッド・パトリック：ゼン・ゲスナー（英語版）

## スタッフ
- 監督:バリー・Ｗ・ブラウスタイン（英語版）
- 脚本:リッキー・ブリット（英語版）
- 製作:ピーター・ファレリー、ボビー・ファレリー、ブラッドリー・トーマス（英語版）、ジョン・ジェイコブス（英語版）
- 脚本:リッキー・ブリット
- 撮影：マーク・アーウィン
- プロダクションデザイン：アーラン・ジェイ・ヴェッター
- 衣装デザイン：リサ・ジェンセン
- 編集：ジョージ・フォルシー・Ｊr（英語版）
- 音楽：マーク・マザースボウ